# The Psychedelic Rangers
The Psychedelic Rangers was in het begin van de jaren 60 de eerste band van gitarist Robby Krieger waartoe later ook drummer John Densmore toetrad. 
Beide musici zouden later bekendheid verwerven als leden van The Doors. Hoewel The Psychedelic Rangers één demo maakte (met de titel “Paranoia”) lag een professionele toekomst voor deze band niet in het verschiet. 
De andere leden waren Grant Johnstone (piano) en David Wolfe (gitaar).